# Axel Jørgensen (komponist)
 For alternative betydninger, se Axel Jørgensen. (Se også artikler, som begynder med Axel Jørgensen)
Axel Jørgensen (23. oktober 1881 – 1947) var uddannet violinist fra Det Kongelige Danske Musikkonservatorium. Fra 1919 spillede han bratsch i Det Kongelige Kapel, fra 1932 som solobratschist. Derudover deltog han i forskellige kammermusikensembler, bl.a. Breuning-Bache Kvartetten.
Som komponist var han ret produktiv. Han skrev en del orkesterværker med solostemmer for messingblæsere foruden anden orkestermusik, sange og kammermusik i en melodiøs og velklingende senromantisk stil.

## Musikken (ufuldstændig)
- op. 1 Festmarch
- op. 8 Romance for cello og orkester
- op. 21 Romance for basun og orkester (1916)
- op. 22 Suite for basun og orkester (1926)
- op. 23 Fantasie-Legende für Posaune und Klavier

- Marche militaire (orkester 1900)
- Koncertouverture (1902)
- Terpsichore (balletsuite for orkester 1912)
- Fantasilegende (basun og klaver 1921)
- Kvintet for 2 trompeter, horn, basun og tuba (1942)

- Amphitryon – valse lente (jazzorkester?)
- Aubade danoise (violin og strygeorkester)
- Berceuse (violin og klaver)
- Caprice orientale (trompet og klaver)
- Casortiana (balletsuite for strygeorkester og klaver)
- Espana Serenade (violin og orkester)
- Fakkeldans i Eb-dur (orkester)
- I Circus maximus (til digt af Holger Drachmann)
- Melodie serieuse (violin og orkester)
- Ninotchka Vals (jazzorkester og klaver?)
- Orkestersuite
- Salut au printemps (salonorkester)
- Serenade for fløjte, klarinet, cello og strygeorkester
- Sommernatsstemning (orkester)
- Tarantella (cello og klaver)
- The Allissons – Artist March (hornmusik)
- Tre nocturner for orkester

### Sange
- 2 Lieder von Adolf Allwohn (Nacht + Frieden)
- Klang
- Einem jungen Mädchen
- 2 Sange til Tekst af G.A. Sadolin (Susende Blæst + Den Ridder paa sin Ganger)
- Jeg er fuld (G.A. Sadolin)
- Bjergvandring (Wagner Baunvig)
- Gondoliere (Wagner Baunvig)
- Melodie italiano (sang)